# Lijst van Tweede Kamerleden voor DENK
Een overzicht van alle (voormalige) Tweede Kamerleden voor de politieke partij DENK.
|  | Tweede Kamerlid    | Begindatum      | Einddatum       | Aantal dagen |
|  | ------------------ | --------------- | --------------- | ------------ |
|  | Ismail el Abassi   | 6 december 2023 |                 | 472          |
|  | Farid Azarkan      | 23 maart 2017   | 5 december 2023 | 2448         |
|  | Stephan van Baarle | 31 maart 2021   |                 | 1452         |
|  | Doğukan Ergin      | 6 december 2023 |                 | 472          |
|  | Tunahan Kuzu       | 23 maart 2017   | 5 december 2023 | 2448         |
|  | Selçuk Öztürk      | 23 maart 2017   | 30 maart 2021   | 1468         |

Ismail el Abassi · Stephan van Baarle · Doğukan Ergin